# 슈베르니성

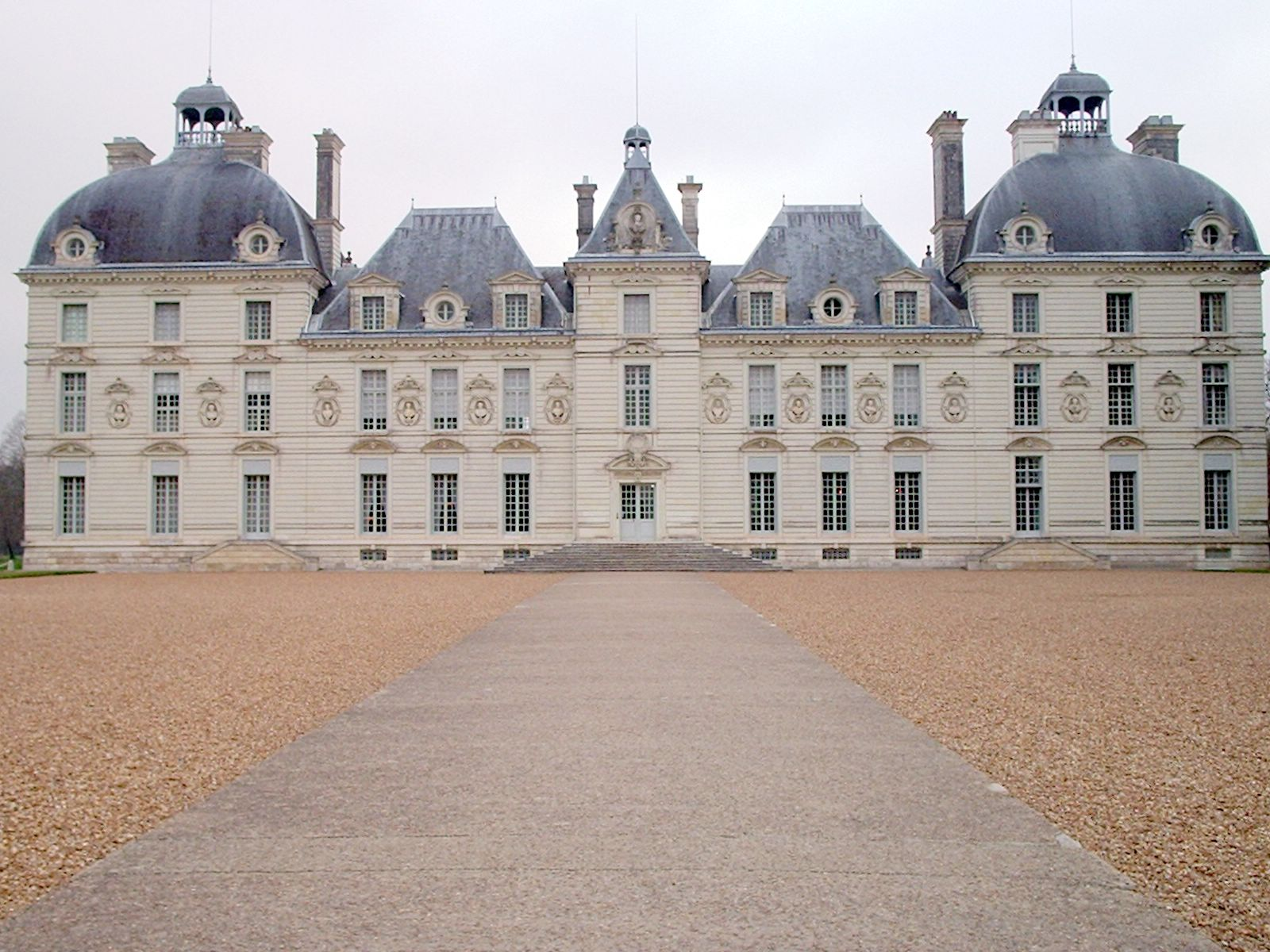
슈베르니 성

슈베르니성(프랑스어: Château de Cheverny)은 프랑스 루아르 계곡 내, 루아르에셰르주, 슈베르니에 위치한 성이다. 슈베르니 백작인 앙리 Hurault와 루이 11세 아래의 전쟁 보물로 획득하였다. 주의 사기로 인하여 왕좌를 잃은 후, 앙리 2세가 그의 애첩인 디안 드 포티에에게 양도되었다. 그러나 그녀는 쇼농소 성을 선호하였고, 이 성을 이전 소유자의 아들에게 팔았다. 필리프 Hurault는 이성을 1624년에서 30년 사이에 세웠다.
다음 150년 동안 소유권이 수차례 바뀌었고, 1765년에 큰 실내 보수가 수행되었다.